# Dylan Borrero
Dylan Felipe Borrero Caicedo (Palmira, 5 de enero de 2002) es un futbolista colombiano que juega como extremo en el América de Cali de la Liga Betplay.

## Trayectoria
El 14 de enero de 2020 a los 18 años y 9 días de edad, Borrero fichó por el Atlético Mineiro convirtiéndose en el jugador extranjero más joven en fichar por el  club.

## Selección nacional
Es internacional a nivel juvenil por la selección de Colombia.

## Estadísticas

### Clubes
| Club                                                                                                | Div.          | Temporada     | Liga  | Liga  | Liga  | Estatal | Estatal | Estatal | Copas(1) | Copas(1) | Copas(1) | Internacional(2) | Internacional(2) | Internacional(2) | Total | Total | Total |
| Club                                                                                                | Div.          | Temporada     | Part. | Goles | Asis. | Part.   | Goles   | Asis.   | Part.    | Goles    | Asis.    | Part.            | Goles            | Asis.            | Part. | Goles | Asis. |
| --------------------------------------------------------------------------------------------------- | ------------- | ------------- | ----- | ----- | ----- | ------- | ------- | ------- | -------- | -------- | -------- | ---------------- | ---------------- | ---------------- | ----- | ----- | ----- |
| Santa Fe · Colombia                                                                                 | 1.ª           | 2019          | 8     | 0     | 0     | -       | -       | -       | 2        | 0        | 0        | -                | -                | -                | 10    | 0     | 0     |
| Santa Fe · Colombia                                                                                 | Total club    | Total club    | 8     | 0     | 0     | -       | -       | -       | 2        | 0        | 0        | -                | -                | -                | 10    | 0     | 0     |
| Atlético Mineiro · Brasil                                                                           | 1.ª           | 2020          | 6     | 0     | 0     | 2       | 0       | 1       | 1        | 0        | 0        | 1                | 0                | 0                | 10    | 0     | 1     |
| Atlético Mineiro · Brasil                                                                           | 1.ª           | 2021          | 15    | 2     | 1     | 6       | 0       | 1       | 2        | 0        | 1        | 3                | 0                | 0                | 26    | 2     | 3     |
| Atlético Mineiro · Brasil                                                                           | 1.ª           | 2022          | -     | -     | -     | 10      | 1       | 2       | -        | -        | -        | 1                | 0                | 0                | 11    | 1     | 2     |
| Atlético Mineiro · Brasil                                                                           | Total club    | Total club    | 21    | 2     | 1     | 18      | 1       | 4       | 3        | 0        | 1        | 5                | 0                | 0                | 47    | 3     | 6     |
| New England Revolution Estados Unidos                                                               | 1.ª           | 2022          | 12    | 3     | 1     | -       | -       | -       | 1        | 0        | 0        | -                | -                | -                | 13    | 3     | 1     |
| New England Revolution Estados Unidos                                                               | 1.ª           | 2023          | 8     | 2     | 0     | -       | -       | -       | 1        | 0        | 0        | -                | -                | -                | 9     | 2     | 0     |
| New England Revolution Estados Unidos                                                               | 1.ª           | 2024          | 17    | 1     | 3     | -       | -       | -       | -        | -        | -        | -                | -                | -                | 17    | 1     | 3     |
| New England Revolution Estados Unidos                                                               | Total club    | Total club    | 37    | 6     | 4     | -       | -       | -       | 2        | 0        | 0        | -                | -                | -                | 39    | 6     | 4     |
| Fortaleza · Brasil                                                                                  | 1.ª           | 2025          | 0     | 0     | 0     | 6       | 0       | 2       | -        | -        | -        | 1                | 0                | 0                | 7     | 0     | 2     |
| Fortaleza · Brasil                                                                                  | Total club    | Total club    | 0     | 0     | 0     | 6       | 0       | 2       | -        | -        | -        | 1                | 0                | 0                | 7     | 0     | 2     |
| América de Cali · Colombia                                                                          | 1.ª           | 2025          | 1     | 1     | 0     | -       | -       | -       | 0        | 0        | 0        | 0                | 0                | 0                | 1     | 0     | 0     |
| América de Cali · Colombia                                                                          | Total club    | Total club    | 1     | 1     | 0     | -       | -       | -       | 0        | 0        | 0        | 0                | 0                | 0                | 1     | 1     | 0     |
| Total carrera                                                                                       | Total carrera | Total carrera | 67    | 9     | 5     | 24      | 1       | 6       | 7        | 0        | 1        | 6                | 0                | 0                | 104   | 9     | 12    |
| (1) Incluye datos de la Copa Colombia y la Copa de Brasil (2) Incluye datos de la Copa Sudamericana |               |               |       |       |       |         |         |         |          |          |          |                  |                  |                  |       |       |       |

### Selección
| Selección         | Año               | Amistosos | Amistosos | Amistosos | Copa América | Copa América | Copa América | Copa Mundial | Copa Mundial | Copa Mundial | Eliminatorias Mundialistas | Eliminatorias Mundialistas | Eliminatorias Mundialistas | Total | Total | Total |
| Selección         | Año               | Part.     | Goles     | Asis.     | Part.        | Goles        | Asis.        | Part.        | Goles        | Asis.        | Part.                      | Goles                      | Asis.                      | Part. | Goles | Asis. |
| ----------------- | ----------------- | --------- | --------- | --------- | ------------ | ------------ | ------------ | ------------ | ------------ | ------------ | -------------------------- | -------------------------- | -------------------------- | ----- | ----- | ----- |
| Sub-17            |                   |           |           |           |              |              |              |              |              |              |                            |                            |                            |       |       |       |
| 2019              | —                 | —         | —         | —         | —            | —            | —            | —            | —            | 4            | 0                          | 0                          | 4                          | 0     | 0     |       |
| Total             | —                 | —         | —         | —         | —            | —            | —            | —            | —            | 4            | 0                          | 0                          | 4                          | 0     | 0     |       |
| Absoluta          |                   |           |           |           |              |              |              |              |              |              |                            |                            |                            |       |       |       |
| 2023              | 3                 | 0         | 0         | —         | —            | —            | —            | —            | —            | 0            | 0                          | 0                          | 3                          | 0     | 0     |       |
| Total             | 3                 | 0         | 0         | 0         | 0            | 0            | —            | —            | —            | 0            | 0                          | 0                          | 3                          | 0     | 0     |       |
| Total en Colombia | Total en Colombia | 3         | 0         | 0         | 0            | 0            | 0            | -            | -            | -            | 4                          | 0                          | 0                          | 7     | 0     | 0     |

## Palmarés

### Campeonato Regionales
| Título             | Club             | Sede         | Año  |
| ------------------ | ---------------- | ------------ | ---- |
| Campeonato Mineiro | Atlético Mineiro | Minas Gerais | 2020 |
| Campeonato Mineiro | Atlético Mineiro | Minas Gerais | 2021 |
| Campeonato Mineiro | Atlético Mineiro | Minas Gerais | 2022 |

### Campeonatos nacionales
| Título              | Club             | País   | Año  |
| ------------------- | ---------------- | ------ | ---- |
| Serie A             | Atlético Mineiro | Brasil | 2021 |
| Copa de Brasil      | Atlético Mineiro | Brasil | 2021 |
| Supercopa de Brasil | Atlético Mineiro | Brasil | 2022 |